# كورانة (سيلوانة)
كورانة هي قرية في مقاطعة أرومية، إيران. عدد سكان هذه القرية هو 550 في سنة 2006.